# 芸術アカデミー
芸術アカデミー（げいじゅつアカデミー、Académie des Beaux-Arts〈アカデミー・デ・ボザール〉）は、フランス学士院 (Institut de France) を構成する五つのアカデミーの一つ。

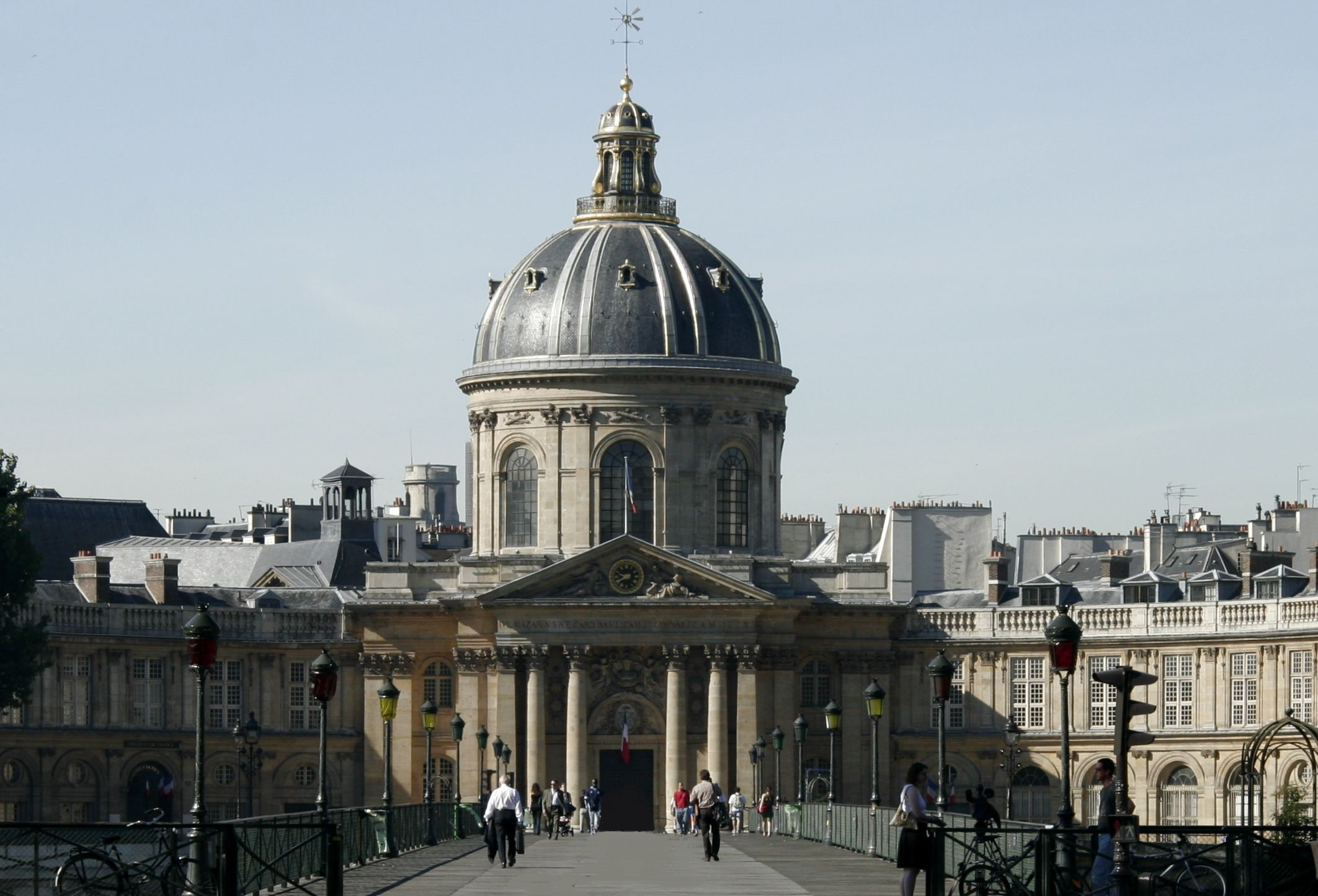

## 沿革
もともとアカデミーは、徒弟制のもとで工房、職人組合など属していた画家や彫刻家、あるいは音楽家達が、芸術は知的な学問分野であり旧弊な制度は廃されるべきだとして結成した自由な集まりであった。やがて彼らは国王直属の機関となり、ヨーロッパに冠たる芸術国家を作ろうという国家の芸術政策のもと、芸術家の育成・表彰・展示といった特権を独占する。フランス革命前に、芸術関係では次の3つの王立アカデミーがあった。
- 絵画彫刻アカデミー（1648年、シャルル・ルブランらにより設立）
- 音楽アカデミー（1669年設立）
- 建築アカデミー（1671年設立）

フランス革命議会により、1791年王立アカデミーは廃止されたが、1795年に再興した。王政復古期の1816年に「芸術アカデミー」に統合された。
アカデミー制度の中心になるのは、修業方式でない方法で芸術家を育てる教育機関（エコール・デ・ボザール）、若手の芸術家から優秀な者を選びイタリアなどへの学習旅行を贈るコンクール（ローマ大賞）、自分達の発表の場を自分達で確保する展覧会（サロン）の3つである。

## エコール・デ・ボザール
17世紀のフランス王立アカデミーの付属学校が起源である。1819年に、絵画・彫刻・建築の部門が統合され、国立の美術学校（エコール・デ・ボザール）となった。1968年の5月革命後、組織の再編が行われた。

## ローマ大賞
1803年に創設。絵画、彫刻、建築、音楽の各分野から毎年1名が選ばれ、ローマ留学の資格を得る。現在は廃止されている。

## サロン
フランス王立絵画・彫刻アカデミーは、1667年にパレ・ロワイヤル（パリ）で作品展を行い、これが美術展の始まりとされる。ルーヴル宮サロン・カレ（方形の間）で開催される展覧会（官展）をサロンと呼んだ。
フランス革命後、絵画・彫刻アカデミーは廃止されるが、王政復古のもとで芸術アカデミーに統合される。革命後、サロンはアカデミー会員による審査のもと、アカデミーに属しない一般の画家にも開かれた（公募展の始まり）。サロンへの出展が決まることが若手美術家の目標でありサロンは登竜門になった。アカデミーの審査員は、新古典主義的な美学を持っており、また旧来の貴族や新興のブルジョワたちの趣味に迎合する傾向があったため、保守化の傾向にあった（アカデミズム）。サロンでは新しい傾向の作品は受け入れられず、次第に若い作家たちの間に不満が高まっていった。これら新しい傾向は、欧州を覆う自由主義を求める政治運動や科学の急速な発展とも密接につながっていた。

### サロンへの反抗
第二帝政期、皇帝ナポレオン3世は独自の芸術政策を進めてアカデミーと対立する。1863年には例年になく厳しい審査に、落選させられた作家たちの不満が高まると、皇帝は美術愛好者や大衆に判断を任せるため、落選作品を集めた展覧会を開くことをアカデミーに命じた。この「落選展」で、マネの「草上の昼食」が日常生活の裸を描いたことでスキャンダルを起こし話題になった。1881年にフランス芸術家協会が設立され、サロンの運営を行うことになった（民営化）。
1874年にはのちに印象派と呼ばれるグループが独自の展覧会（第1回印象派展）を開いた。1884年には無審査・出品無制限のアンデパンダン展（Salon des Indépendants）、また、1890年には別に国民美術協会（ソシエテ・ナショナル・デ・ボザール）主催のサロンも開催されるようになった。1903年のサロン・ドートンヌ展開催以降も多くのサロンが誕生するようになっていく。
印象派など、後に近代美術の祖となった芸術家たちはそれぞれの美学に立って、アカデミーの美術学校（エコール・デ・ボザール）が教えるような技巧優先の保守的な美術を「アカデミー的（アカデミック）」と呼んで攻撃した。アカデミーに属さずサロンにも出さない美術家が増え、彼らは独自のグループや結社を組み、個展や独自のグループ展を行うようになった。20世紀に入り第一次世界大戦以後、これら19世紀半ばの近代美術の画家達が評価されるようになると、逆に彼らを攻撃した芸術アカデミーのアカデミックな作風の大家たちは忘れられるようになった。
官展の流れを汲むサロン（ル・サロン、フランス芸術家協会展）は現在でも毎年行われているが、近年はこれまで使用していたグラン・パレ（1900年のパリ万博に際し建てられたガラスと鉄骨の大展覧会場）が老朽化し修理のため長い閉鎖に入ったため、他の大規模会場でサロンを行っていた。また、第二次世界大戦後は芸術の中心がパリからニューヨークに移動したこともあり、サロンが芸術界（アート・ワールド）に及ぼす影響も、かつてほど大きくなくなっている。2006年以降、グラン・パレでのサロン展再開に伴い、複数のサロンが合同で開催されるSalon EN CAPITALが開催されるようになり、今後のフランス・サロン界の巻き返しが期待されている。また、2008年にはフランス学士院総裁である、Prince Gabriel de BROGLIE (Chancelier de l'institut de France) により、LA SECTION DE GRAVURE  DE  L'ACADEMIE -DES BEAUX-ARTS EXPOSE ET RECOIT SES INVITESが、グーテンベルクから変容し続ける版画（印刷術、書誌学）をテーマに4人のアカデミシャンへのオマージュ展として、現代活躍する版画家を招き開催された。

## これまでの日本人会員
フランスの芸術に寄与したことにより、会員（正会員・準会員）に選出された日本人がいる。例えば氏家齊一郎氏は、日本でのフランス美術の展覧会の主催、ルーブル美術館のモナ・リザの間に出資するなどの功績により選出された。本会員は、毎週木曜日のアカデミーの会議等への出席が義務付けられている。
- 丹下健三（建築家、準会員）
- 小林與三次（読売新聞名誉会長・日本テレビ放送網会長、準会員）
- 小澤征爾（指揮者）（2001年、準会員。2008年9月24日〜、日本人初の本会員）
- 氏家齊一郎（日本テレビ放送網会長・読売新聞グループ本社相談役）（2005年10月12日選出、準会員）